# Пачакутик
Движение за многонациональное единство Пачакутик (исп. Movimiento de Unidad Plurinacional Pachakutik) — левая политическая партия в Эквадоре, образованная в 1995 году для продвижения интересов большого разнообразия организаций коренных народов Эквадора.

## Основание
Движение коренного населения Эквадора «Пачакутик» возникло в 1995 году после мобилизации гражданского общества крупными организациями коренных народов, такими как Конфедерация коренных народов Эквадора (CONAIE) и CONFENAIE. Эти движения ранее придерживались нейтральной позиции в отношении избирательной политики, но объединились, чтобы сформировать Сотрудничество социальных движений (Coordinadora de Movimientos Sociales, CMS), а затем «Пачакутик» в качестве альтернативы традиционным политическим партиям, которые управляли политикой Эквадора.
Пачакутик — термин, взятый из кечуа «пача», время и пространство или мир, и «кути», переворот или революция. Цель организации — не просто победить на выборах, но инициировать демократическую трансформацию эквадорского общества, сосредоточив внимание на игнорируемых потребностях коренного населения.
В 1996 году избирательная стратегия «Пачакутика» заключалась в фокусировании на направлениях, в которых CONAIE или CMS были сильны. Движение смогло привлечь в свои ряды телеведущего Фредди Элерса и лидера CONAIE Луиса Макаса, что повысило его национальную известность. «Пачакутик» был предметом дискуссии среди коренных народов из-за его характера как политической партии.

## Идеология
Основные направления деятельности партии — защита окружающей среды, социальная справедливость и права коренных народов на признание и землю.

## История
Партия участвовала в президентских выборах 1996 года, несмотря на то, что была образована всего за несколько месяцев до этого. Чтобы придать партии мощный импульс в СМИ на первых президентских выборах, они привлекли бывшего телеведущего Фредди Элерса, который представлял партию на высшей национальной арене. Хотя Элерсу не удалось победить на выборах, он занял третье место, набрав почти 20,6 % голосов избирателей, несмотря на то, что на подготовку своей кампании у него было менее пяти месяцев. Кроме этого, восемь членов Пачакутик получили места в качестве национальных депутатов, включая президента CONAIE Луиса Макаса, и, хотя они составляли менее 10 % мест в Национальном конгрессе, присутствие партии было бесспорным. Впервые в Конгрессе присутствовали представители коренных народов, представляющие интересы всех коренных народов Эквадора.
Пачакутик, наряду с активными усилиями гражданского общества со стороны CONAIE и других, сыграл важную роль в продвижении новой Конституции Эквадора в 1998 году, которая, среди прочего, признала страну многокультурной, открыв путь для таких реформ, как двуязычное образование. После выборов 1998 года, когда количество представителей Пачакутика снизилось. CONAIE раскритиковал партию за неэффективность, что привело к государственному перевороту 2000 года, организованному CONAIE совместно с сочувствующими военными. Хотя всего через несколько часов после взятия столицы и установления хунты из трёх человек, включая президента CONAIE Антонио Варгаса, правительство рассеялось, это привело к разочарованию в CONAIE. В результате Пачакутик несколько дистанцировался от CONAIE, продолжая при этом активно участвовать в защите прав коренных народов.
На выборах в законодательные органы 2002 года партия получила 11 из 100 мест. Одновременно кандидат в президенты, поддержанный Пачакутик, Лусио Гутьеррес, член Партии патриотического общества 21 января, набрал 20,3 % голосов в 1-м туре президентских выборов, и выиграл 2-й тур с 58,7 % голосов. Однако после трёх месяцев правления Гутьеррес разорвал союз с Пачакутиком и уволил его министров. Вскоре Пачакутик начал публичную критику президента. В 2003 году партия даже начала публично призывать к отставке президента Гутьерреса.
На выборах 2006 года партия получила 6 из 100 мест парламента, а партийный кандидат Луис Макас получил 2,19 % голосов на президентских выборах.
На выборах 2009 года партия показала худшие результаты с момента её основания, но сохранила 4 из 124 мест в Национальном собрании.
На выборах 2013 года партия получила 5 из 137 мест, а партийный кандидат Альберто Акоста получил 3,26 % голосов на президентских выборах.
На выборах 2021 года партия добилась значительных успехов, получив 27 из 137 мест в Национальном собрании, что отчасти было обусловлено значительной ролью партии в протестах 2019 года. Кандидат партии в президенты Яку Перес набрал 19,4% голосов, лишь несколько отстав от вышедшего во второй тур банкира Гильермо Лассо. Учитывая, что практически на всех стадиях подсчёта голосов Перес опережал Лассо, и тот вырвался вперёд лишь в самом конце, сторонники Пачакутик усмотрели в этом результат направленных против партии фальсификаций.